# سیارک ۳۶۴۳
سیارک ۳۶۴۳ (به انگلیسی: 3643 Tienchanglin، نامگذاری:1978UN2) سه هزار و ششصد و چهل و سومین سیارک کشف شده‌است که در ۲۹ اکتبر ۱۹۷۸ کشف شد.
قدر مطلق سیارک برابر ۱۳٫۲۰ است.